# Új-Mexikó
Új-Mexikó (angolul New Mexico, spanyolul Nuevo México, navahóul Yootó Hahoodzo) az Amerikai Egyesült Államok 47. tagállama. Új-Mexikó az ország délnyugati részén fekszik, egyike a hegyvidéki államoknak, és Utah, Arizona és Colorado államokkal együtt alkotja a négysarok régiót. 2,1 milliós lakosságával Új-Mexikó az USA 36. legnépesebb állama, 314 900 km²-es – Magyarországnál több mint háromszor nagyobb – területével pedig az 5. legnagyobb és 6. leggyérebben lakott állam. Fővárosa és kulturális központja Santa Fe, míg legnagyobb városa Albuquerque.
Hosszú története folyamán lakták indiánok, volt része Új-Spanyolország spanyol alkirályságnak és Mexikónak, mielőtt az USA tagállama lett.

## Földrajz
Új-Mexikó a Sziklás-hegység legdélibb vonulatait és az azokhoz csatlakozó hatalmas táblás, enyhén lejtős fennsíkot foglalja magába. A szintkülönbség igen jelentős a területen. Legalacsonyabb pontja a Pecos folyó mentén mintegy 1000 m; míg a legmagasabb pontja a Sziklás-hegységben található: a 4013 m-es Wheeler-csúcs. Az állam területe kb. 315 000 km², ezzel az 5. legnagyobb területű állam.
Az állam közepén található a White Sands National Monument. Ennek érdekessége, hogy 100 000 holdon fehér homok borítja a tájat. A fehér homok a közeli hegyek eróziós terméke és a sivatag közepén található időszakos tóban felhalmozódott. Nyaranta ez a tó kiszárad és a szél szétteríti a homokot a környéken. A White Sands nevezetessége a Trinity Hole. Ez egy hatalmas kráter a sivatagban ahol az első kísérleti atomrobbantást végezték. (A robbantás helyszíne ma is zárt terület, ahol mindmáig folynak katonai kísérletek. Évente egyszer látogatást lehet tenni a kráterhez, és a katonai támaszpont kapui is megnyílnak.)

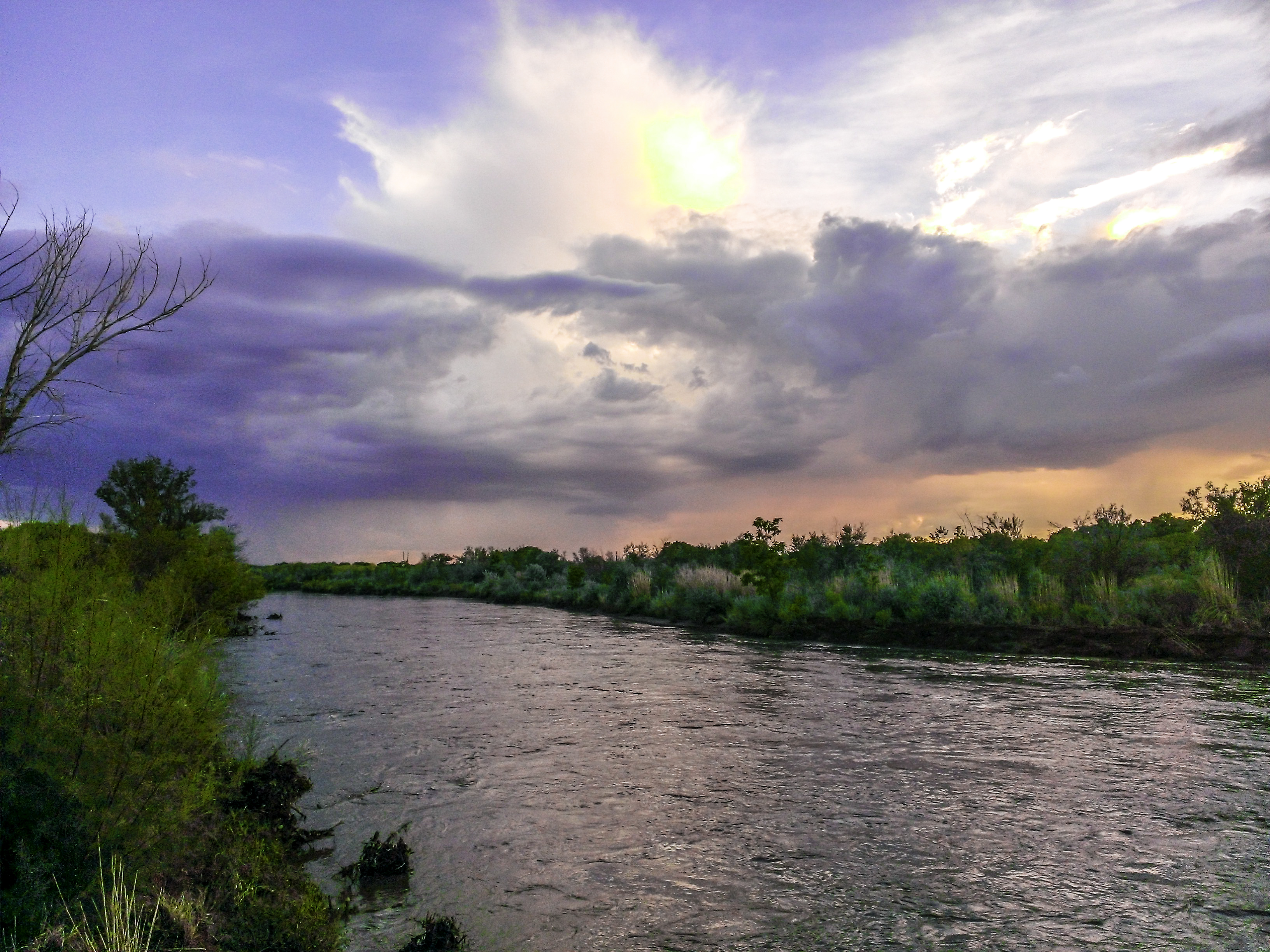
A Rio Grande völgye Albuquerque-nél

Az állam bővelkedik természeti látványosságokban is. A Rio Grande völgyétől északnyugatra található egy több mint egymillió hektáros erdőség, ami az apacsok végső menedéke volt a fehérek elől. Ez a Gila National Forest. Az erdőségben a fehér ember megjelenése előtt indián barlanglakások illetve települések (pueblók) álltak, ami a kincseket rejtő városok legendájának alapjait képzik.

## Története
A Sziklás-hegység vidékét európai ember először a mai Új-Mexikó állam területén látta meg. Az első európai felfedezők közé azok a spanyol hódítók tartoztak, akik a legendás Sivola-ország és a hozzá tartozó hét nagy város felkutatásával és valószínűleg kifosztásával töltötték az Új-Spanyolországban töltött éveket. Az 1539-től 1542-ig tartó expedíció azonban igen nehéz körülmények között érte el célját. Az igen jól felszerelt, 300 fős expedíció Hernando de Soto vezetésével Floridából indult el. Átvágták magukat az Appalache-hegységen, átkeltek a Mississippin, míg végül elérték a Sziklás-hegységet. Mindezt állandó harcok közepette tették, amiben elpusztult az emberek kétharmada. Maga Soto 1542-ben mocsárláz áldozata lett, míg megmaradt emberei eljutottak Mexikóba.
Sivola és a hét város legendája azonban tovább élt. Álvar Núñez Cabeza de Vaca és társa, akik egy expedíció megmaradt hírnökei voltak, gyalogszerrel tették meg a Florida–Kalifornia utat. Ők szintén nagy városokról számoltak be. A legenda tehát beigazolódni látszott, és ennek megoldása érdekében Francisco Vázquez de Coronado szintén a városokat kutatta. A Colorado-fennsíkon talált is egy várost és több kisebb települést, a várost a spanyolok Pueblónak nevezték el. Ezután az expedíció délnek vette az irányt, és több hónapig a Pecos folyó mentén kutatott még 1542-ben visszatért Mexikóba. Mivel a felfedezők aranyat és más értékes dolgot nem találtak, a területet jó ideig békén hagyták. Az egyébként is ellenséges indián törzsek miatt csak az 1700-as évek elejére állt be a teljes spanyol uralom.
A 19. század elején az Amerikai Egyesült Államok hadserege Zebulon Pike hadnagyot küldte a terület felderítésére, mivel az amerikaiak saját tulajdonuknak tekintették. Egészen 1846-ig mexikói uralom alatt volt a terület, mígnem egy 1700 fős amerikai seregtest bevonult Santa Fébe. 1848-ban kötötték meg a Guadalupe Hidalgó-i békét, melyben véglegesen az Amerikai Egyesült Államokhoz csatolták a területet. A területek egy részét Mexikótól és Texastól vásárolták. A ritkán lakott vidéken csak lassan indult meg a fejlődés. A polgárháború idején texasi csapatok törtek be, hogy a déli Konföderációhoz csatolják, de a helyszínre érkező északi csapatok visszaverték őket. 1867-ben Geronimo apacs törzsfőnök felkelése söpört végig az államon. Ezt azonban a számbeli és technikai fölényét kihasználó amerikai hadsereg rövidesen leverte. Ekkorra épült ki az első igen fontos vasútvonal, a Santa Fe Railroad.

## Népesség

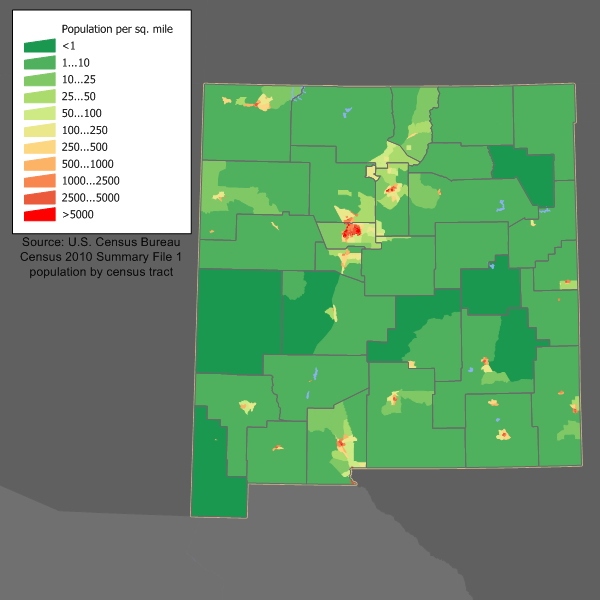
Új-Mexikó népsűrűségi térképe

Minden tagállam közül itt a legmagasabb a latin-amerikaiak és (Alaszka után) második legmagasabb az indiánok aránya (nagyrészt navahók és pueblók). Az állam kultúráját így sok spanyol, mexikói és indián hatás érte. 2006-os népessége a népszámlálási hivatal adatai alapján 1 954 599, ami 7,45%-os növekedést jelent 2000 óta. 2010-ben a lélekszám már meghaladta a kétmilliót. Egyébként ez az egyik legritkábban lakott állam.
A népesség megoszlása:
- Amerikaiak: 63,96%
- Spanyolok: 28,45%
- Indiánok: 3,5% (főleg rezervátumokban élnek)
- Más népek: 4,09%

## Közigazgatás

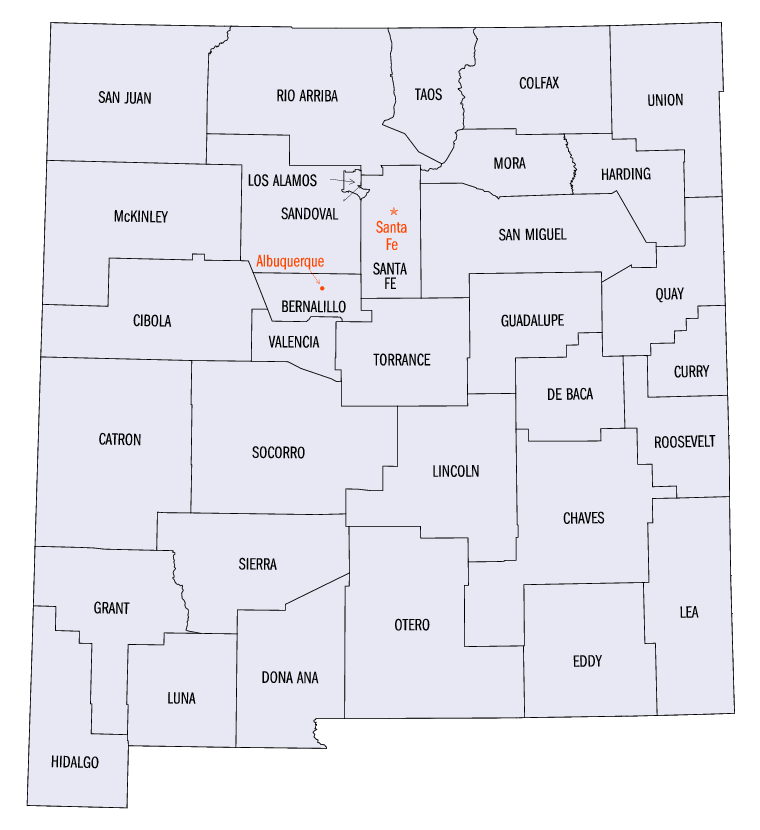
Új-Mexikó megyéi

Az állam 33 megyére oszlik.

## Turisztika
Az egykori indián főváros, Gallup városa, az arizonai határ mentén fekszik. Ez a város régen különböző törzsek központja volt. A gallupi indián ünnepet minden év augusztusában rendezik meg, amikor is húsz-, harmincezer indián gyűlik össze négy napra. Van az ünnepben már némi üzleti jelleg is, lassan inkább turisztikai nevezetesség, nem pedig ünnep. Itt található az Indián Kultúra múzeuma is.
Galluptól kétszáz kilométerre keletre található Új-Mexikó legnagyobb városa, a félmilliós Albuquerque. Itt található az állam legszebb egyeteme az Új-mexikói Egyetem, amely sajátosan foglalja magába a mai modern és a régi indián építészeti vonásokat. A város fölé háromezer méter magas hegyek emelkednek, ami rengeteg turistát vonz a környékre. De látható még itt háromszáz éves spanyol missziós templom is, valamint már az 1300-as években is lakott indián településmaradvány is. Az egykori feljegyzések szerint ezt több éves aszály miatt kellett az indiánoknak elhagyniuk. Az állam fővárosa, Santa Fe, innen északkeleti irányban fekszik. Santa Fe az államok legrégebbi fővárosa, már 1610-ben közigazgatási székhellyé tették meg a spanyol gyarmatosítók. Ez volt a központja az indiánok elleni harcnak, valamint fontos vasútvonal is áthalad a városon. A belváros megőrizte a múltat. Az új épületek szépen harmonizálnak a régi emlékekkel. Építészetében spanyol–mexikói–indián–amerikai jegyek keverednek.
A régió legeldugottabb és legtitokzatosabb városa Los Alamos, amely 1942 óta neves fizikusok, köztük Teller Ede és Szilárd Leó munkahelye. Az itt készített atombombát a már fentebb említett White Sandsnél próbálták ki. Ma tudományos kutatóváros.

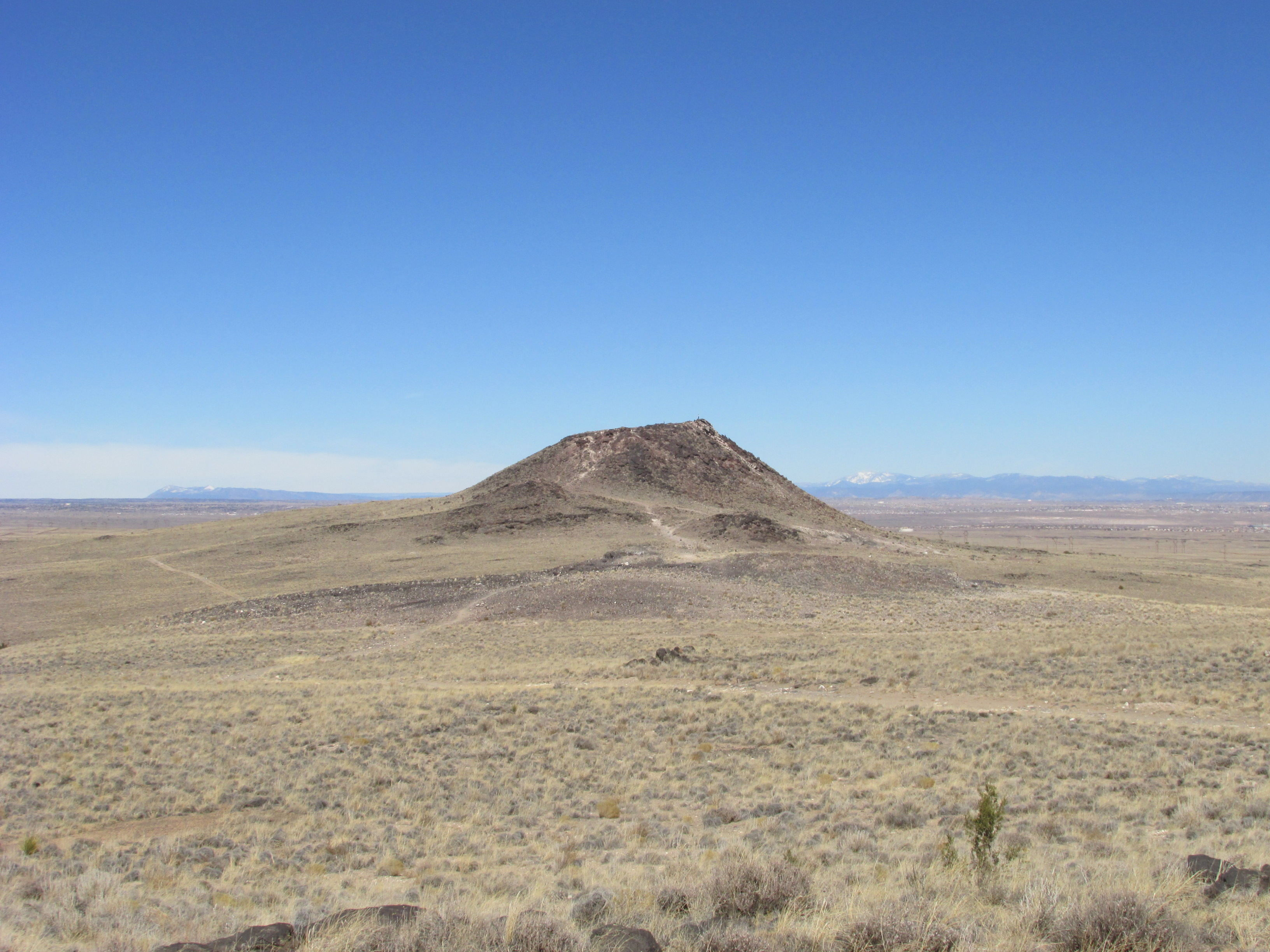
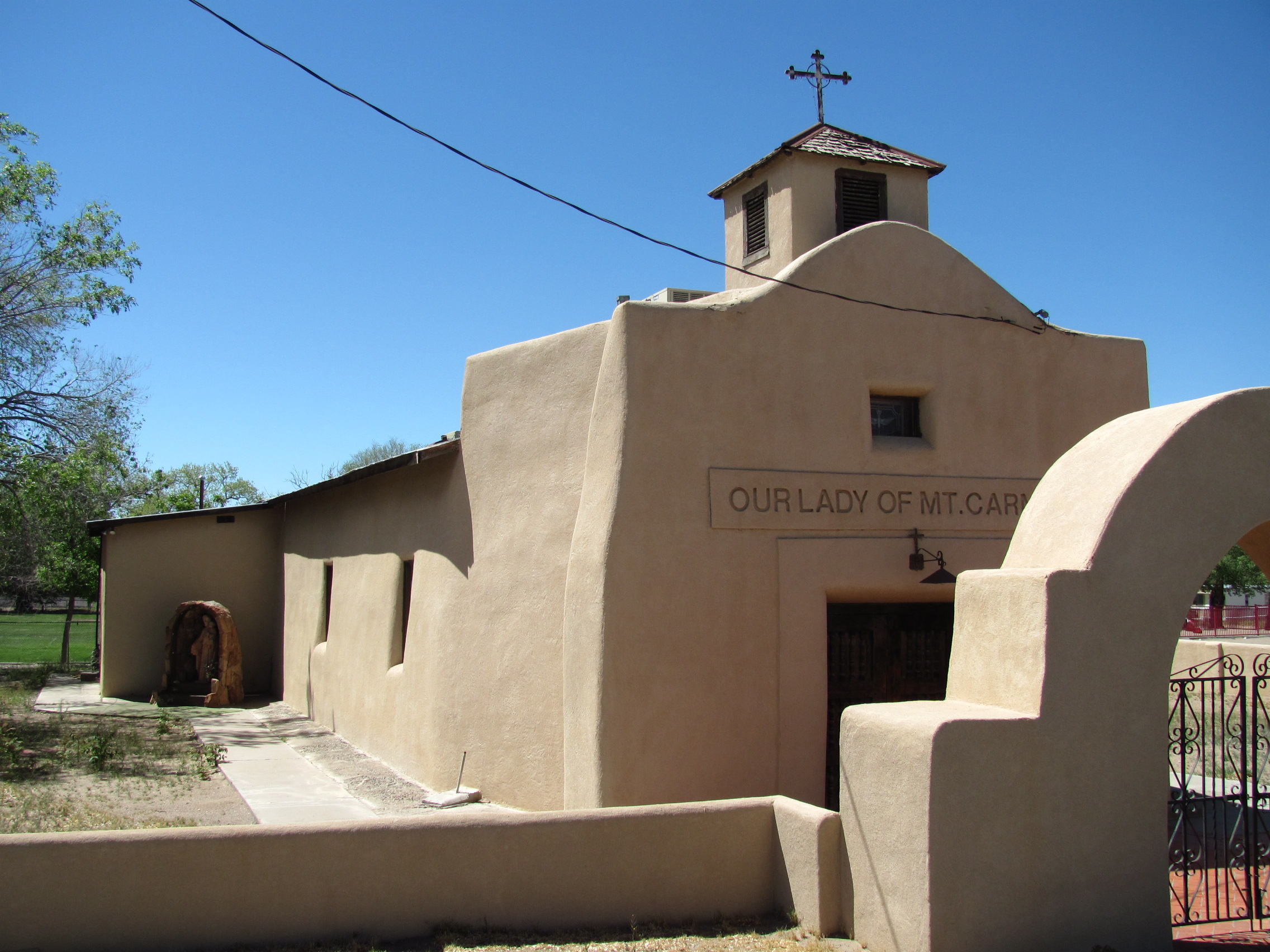
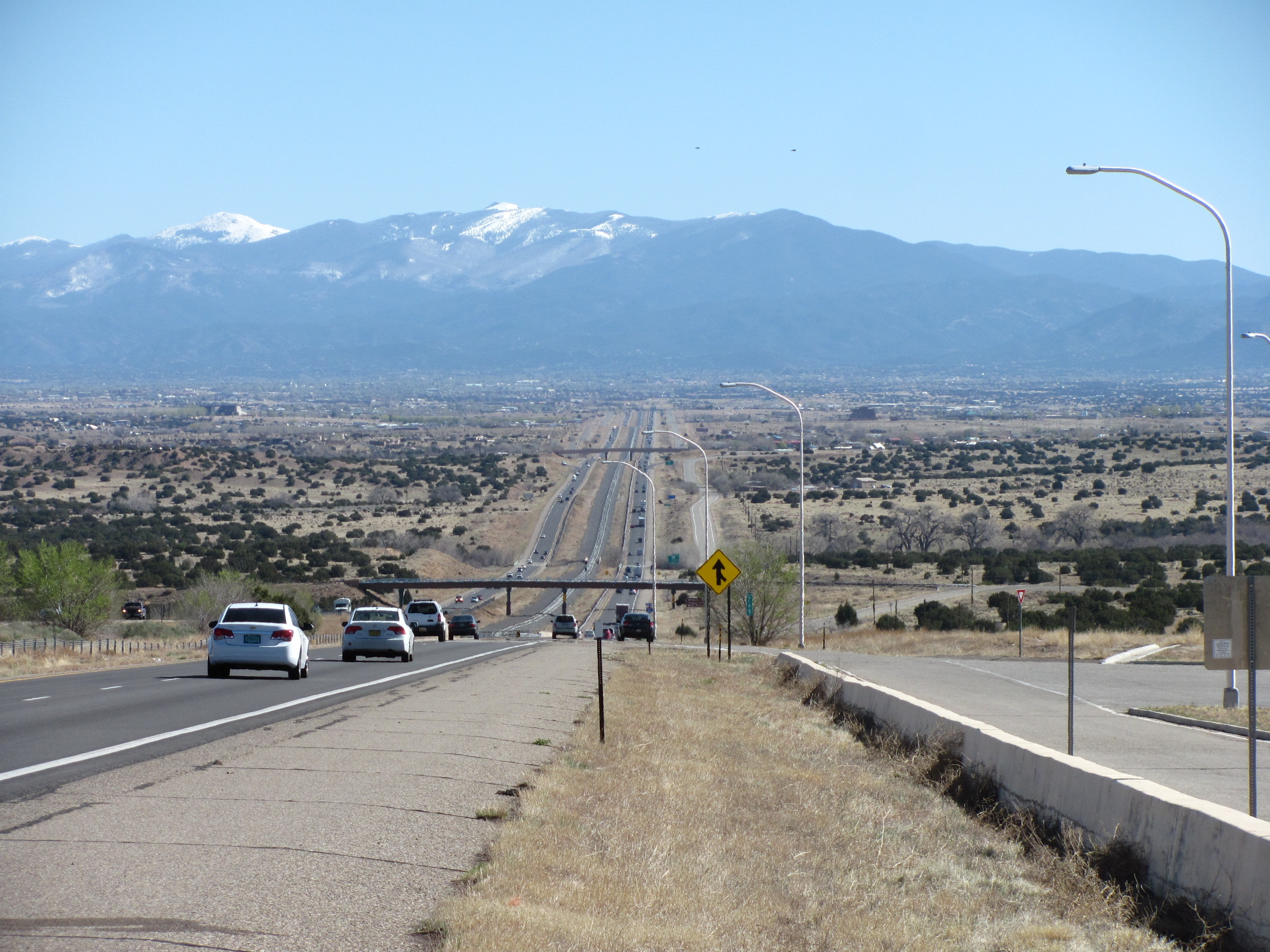